# Zaječov
Zaječov (en allemand : Hasenhof) est une commune du district de Beroun, dans la région de Bohême-Centrale, en République tchèque. Sa population s'élevait à 1 436 habitants en 2020.

## Géographie
Zaječov se trouve à 9 km au sud-ouest de Hořovice, à 28 km au sud-ouest de Beroun, à 34 km à l'est-nord-est de Plzeň et à 55 km au sud-ouest de Prague.
La commune est limitée par Jivina au nord, par Malá Víska et Malá Víska à l'est, par la zone militaire de Brdy à l'est et au sud, et par Olešná à l'ouest.

## Histoire
La première mention écrite de la localité date de 1591.